# Johnathan Hoggard
Johnathan Hoggard (Spalding, 15 novembre 2000) è un pilota automobilistico britannico.

## Carriera

### Kart e Formula 4

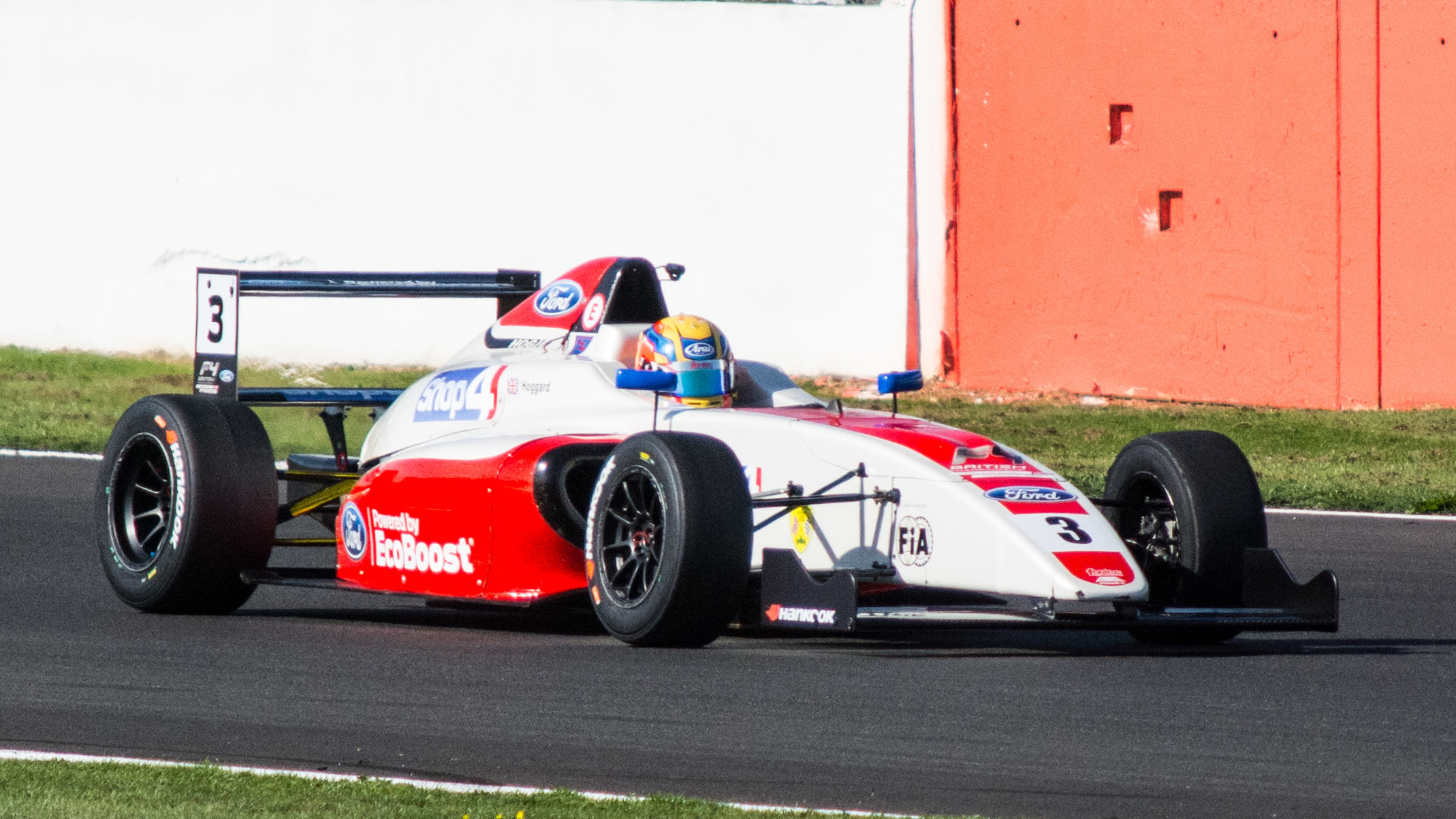
Hoggard alla guida di una Formula 4 sul Circuito di Silverstone

Hoggard inizia a correre nei kart nel Regno Unito all'età di 13 anni e nel 2016 vince il suo primo campionato, il Max Challenge Senior Rotax. Nello stesso anno diventa il campione MSA British Junior Karting.
Dopo l'ottima campagna in kart, il team Fortec Motorsports ingaggia Hoggard per gli ultimi sei round della Formula 4 britannica. Sul Circuito di Silverstone conquista il suo primo podio in monoposto. Nel 2018 Fortec ingaggia il britannico per l'intera stagione. Vince otto gare e sale sul podio in altre due occasioni, chiudendo la stagione con 339 punti ed il terzo posto in classifica piloti dietro a Kiern Jewiss e Ayrton Simmons.

### Formula 3 britannica
Nel 2019 sempre con il team Fortec Motorsports partecipa alla Formula 3 britannica. Hoggard conquista sette vittorie nella categoria, più di chiunque altro in griglia, tuttavia chiude secondo a 23 punti dal campione di categoria Clément Novalak.

### Daytona e Formula Renault
Nel gennaio del 2020 Hoggard gareggia nella 24 Ore di Daytona con il team Precision Performance Motorsports, guidando una Lamborghini Huracán GT3 Evo nella classe GTD. L'equipaggio durante la gara è costretto al ritiro a causa di problema al cambio dopo 608 giri.
Il britannico nel resto dell'anno avrebbe dovuto correre nel Euroformula Open con il team Fortec Motorsports e nella Porsche Carrera Cup Asia, ma entrambi i progetti falliscono a causa della Pandemia di COVID-19, poiché il team Fortec decide di ritirarsi dall'Euroformula e la serie GT3 monomarca viene cancellata e sostituita dalla serie eSport, dove Hoggard trionfa.
Hoggard viene chiamato dal team francese R-ace GP per correre nel round di Imola della Formula Renault Eurocup 2020, sostituendo il pilota indiano Kush Maini.

### Formula 3

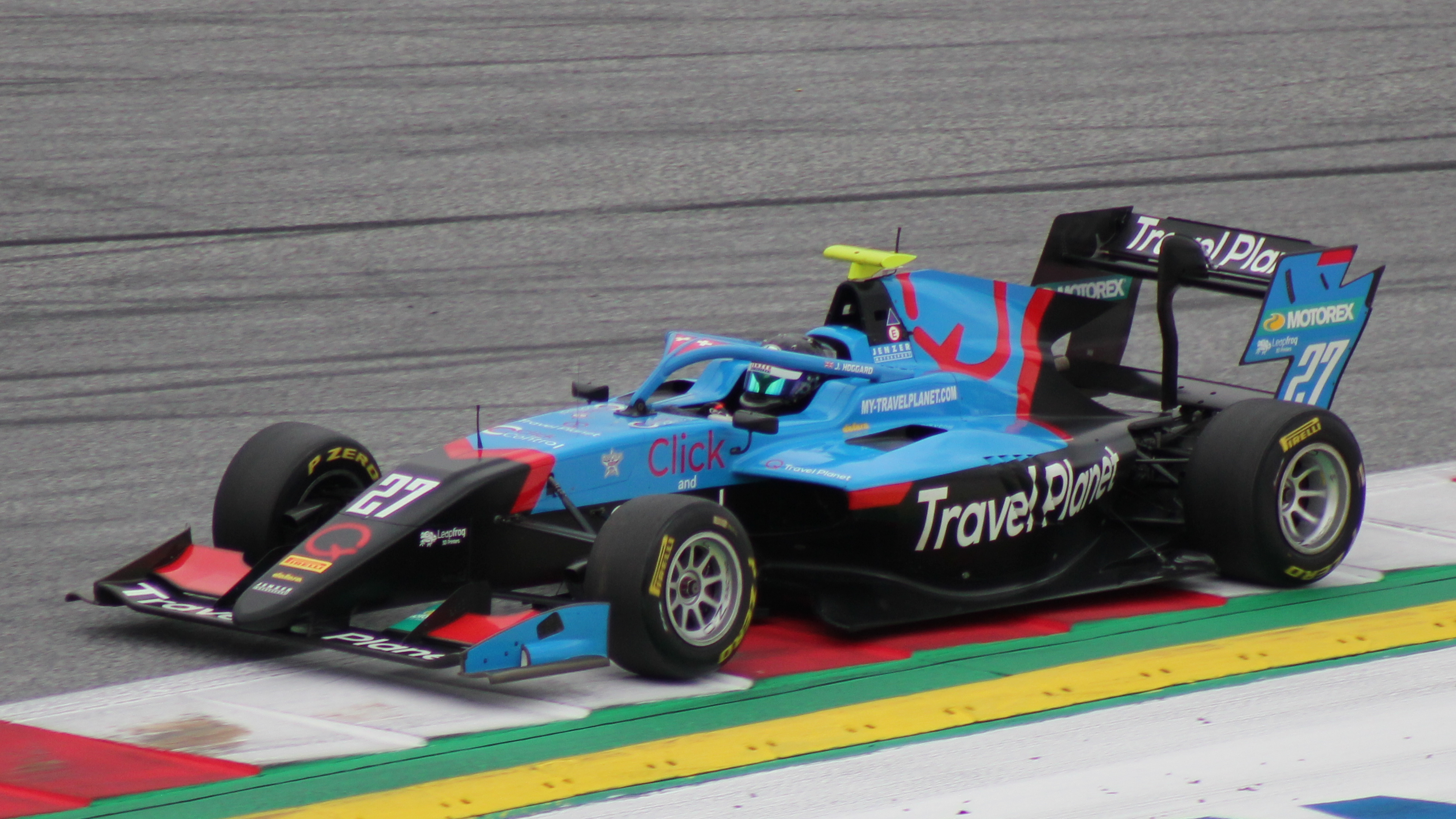
Hoggard in Austria nel 2021 con il tea, Jenzer

Nel novembre del 2020 Hoggard partecipa con il team Campos Racing ai test di Formula 3, ma il team spagnolo sceglie altri piloti per la stagione 2021. Il 10 giugno 2021, Hoggard viene ingaggiato dal team Jenzer Motorsport per sostituire Pierre-Louis Chovet dal secondo round del Campionato FIA di Formula 3. Il britannico conquista il suo primo punto nella categoria nella gara-2 del Red Bull Ring, nel resto della stagione conquista due sesti posti, il primo a Spa-Francorchamps e il secondo nell'ultima gara stagionale a Soči. Chiude la stagione con 14 punti arrivando ventesimo in classifica.
Nel novembre 2021 il britannico partecipa ai test collettivi della Formula 3 a Valencia con il team Hitech Grand Prix.

### Formula 1
Nel 2019 vince il Aston Martin Autosport BRDC Award, come premio ha la possibilità di partecipare a un test drive con una vettura di Formula 1 del team Red Bull sul Circuito di Silverstone.

## Risultati

### Riassunto carriera
| Stagione | Categoria               | Team                              | Gare | Vittorie | Pole | GPV | Podi | Punti | Pos. |
| -------- | ----------------------- | --------------------------------- | ---- | -------- | ---- | --- | ---- | ----- | ---- |
| 2017     | Formula 4 britannica    | Fortec Motorsport                 | 12   | 0        | 0    | 0   | 1    | 20    | 16º  |
| 2018     | Formula 4 britannica    | Fortec Motorsport                 | 30   | 8        | 6    | 2   | 10   | 339   | 3º   |
| 2019     | BRDC British Formula 3  | Fortec Motorsport                 | 24   | 7        | 7    | 9   | 12   | 482   | 2º   |
| 2020     | IMSA - GTD              | Precision Performance Motorsports | 1    | 0        | 0    | 0   | 0    | 16    | 56º  |
| 2020     | Formula Renault Eurocup | R-ace GP                          | 2    | 0        | 0    | 0   | 0    | 0     | 22º  |
| 2021     | Formula 3               | Jenzer Motorsport                 | 17   | 0        | 0    | 0   | 0    | 14    | 20º  |

### Risultati completi Formula 3
(Le gare in grassetto indicano la pole position) (Le gare in corsivo indicano Gpv)
|  |  |  | Rit | 26 | 18 | 18 | 10 | 25 | 22 | 22 | 18 | 6 | 24 | 16 | Rit | 19 | 20 | 12 | C | 6 |